# Parafia św. Wincentego Ferreriusza i św. Bartłomieja Apostoła w Szudziałowie
Parafia pw. św. Wincentego Ferreriusza i Świętego Bartłomieja Apostoła w Szudziałowie – rzymskokatolicka parafia należąca do dekanatu Krynki, archidiecezji białostockiej, metropolii białostockiej.
Parafia została utworzona w 1906 roku.

## Zasięg parafii
Do parafii należą wierni z następujących miejscowości: Szudziałowo, Biały Ług, Boratyńszczyzna, Chmielowszczyzna, Jeziorek, Nowinka, Ostrówek, Ostrów Północny, Pierożki, Poczopek, Podłaźnisko, Rowek, Słójka-Borowszczyzna, Sukowicze, Szczęsnowicze, Suchynicze, Talkowszczyzna, Nowe Trzciano i Wierzchlesie.
Kościół parafialny
Kościół parafialny pw. św. Wincentego Ferreriusza i św. Bartłomieja Apostoła wybudowany w latach 1935–1937 według projektu Stefana Szylera, poświęcony w 1938.
Kościoły filialne
- Kościół pw. św. Jana Chrzciciela i Matki Boskiej Anielskiej w Wierzchlesiu